# تپه برزین‌آباد
تپه برزین آباد مربوط به دوره نوسنگی - عصر مس - دوره اشکانیان - دوره ساسانیان است و در شهرسان ازنا، بخش مرکزی، دهستان پاچه لک غربی، ۳۵۰ متری غرب روستای برناباد واقع شده و این اثر در تاریخ ۷ اسفند ۱۳۸۶ با شمارهٔ ثبت ۲۱۳۴۵ به‌عنوان یکی از آثار ملی ایران به ثبت رسیده است.